# Flugleistungsklasse
Flugleistungsklassen sind Kategorien, in die Flugzeuge je nach ihrem technischen Leistungsvermögen (ihrer performance) eingeteilt werden. Sie sollen sicherstellen, dass für alle Flugzeuge einer bestimmten Kategorie identische Anforderungen gelten. Die Klassifizierung wird durch die Europäische Agentur für Flugsicherheit (EASA) in der „Air Operations Regulation“ (EU OPS) vorgenommen; diese Verordnung (EG) Nr. 965/2012 der Europäischen Kommission enthält Durchführungsbestimmungen für den gewerblichen Luftverkehr mit Flugzeugen und Hubschraubern, einschließlich Vorfeldinspektionen von Luftfahrzeugen von Betreibern, die der Sicherheitsaufsicht eines anderen Staates unterliegen, wenn sie auf Flugplätzen landen, die sich im Hoheitsgebiet der EU befinden. Diese neue Verordnung ersetzt seit Oktober 2012 die EU OPS (Verordnung (EG) 859/2008).
Die Einteilung der Flugzeuge erfolgt in eine der Flugleistungsklassen A, B oder C und verpflichtet den Flugzeugbetreiber zur entsprechenden Anwendung dieser Regeln. Ausschlaggebend für die Einteilung sind das maximale Startgewicht, die Anzahl der Passagierplätze und die Art des Antriebs.

## Kategorien
In Europa lauten die Klassen für Flugzeuge wie folgt:
| Antrieb         | bis 9 Passagiere und 5700 kg | ab 10 Passagiere oder 5701 kg |
| --------------- | ---------------------------- | ----------------------------- |
| Strahltriebwerk | Klasse A                     | Klasse A                      |
| Turboprop       | Klasse B                     | Klasse A                      |
| Kolbenmotor     | Klasse B                     | Klasse C                      |

### Flugleistungsklasse A
Zur Flugleistungsklasse A gehören alle mehrmotorigen Flugzeuge mit Propellerturbinenantrieb, die mehr als 9 Passagierplätze haben oder deren maximales Abfluggewicht 5.700 kg überschreitet. Darüber hinaus gehören auch alle mehrmotorigen Flugzeuge mit Turbinenstrahlantrieb in diese Leistungsklasse. Flugzeuge in dieser Klasse müssen die höchsten Anforderungen erfüllen. So darf beispielsweise ein Triebwerksausfall bei Flugzeugen dieser Kategorie nicht automatisch zu einer Notlandung führen. Ferner muss das Flugzeug auch auf kontaminierten Pisten (Schnee, Matsch) sicher betrieben werden können.

### Flugleistungsklasse B
Zur Flugleistungsklasse B gehören alle Propellerflugzeuge bis zu einem maximalen Startgewicht von 5.700 kg und maximal 9 Passagierplätzen. Im Anhang 1 zu JAR-OPS 1.525 (b) werden bestimmte Mindeststeigleistungen für mehrmotorige Flugzeug gefordert. Können diese nicht erfüllt werden, ist auch ein mehrmotoriges Flugzeug als „einmotorig“ einzustufen. Eine weitere Besonderheit ist, dass ein Triebwerksausfall bis zu einer Höhe von 300 Fuß AGL (above ground level, über Grund) in dieser Flugzeugklasse nicht berücksichtigt werden muss (IEM OPS 1.535 §1).

### Flugleistungsklasse C
Zur Flugleistungsklasse C gehören alle Propellerflugzeuge mit Kolbenmotor und mehr als 9 Passagierplätzen oder einem maximalen Startgewicht von mehr als 5.700 kg. Flugzeuge dieser Klasse können, wie auch die Flugzeuge der A-Klasse, auf kontaminierten Pisten operieren und einen Triebwerksausfall sicher überstehen.
Der Vorläufer dieser Einordnung stammt aus Amerika. Dort ist die Gewichtsgrenze bis heute mit 12.500 Pfund angegeben.
Hubschrauber werden in Europa in zwei Kategorien unterteilt:
| Anzahl Triebwerke | bis 9 Passagiere und 9072 kg | ab 10 Passagiere und 9072 kg |
| ----------------- | ---------------------------- | ---------------------------- |
| 1                 | Kategorie B                  | -                            |
| mehr als 1        | Kategorie B                  | Kategorie A                  |

Der Wert 9072 kg entspricht 20000 Pfund.

## Regulatorische Anwendung

### Zulassung eines Flugzeugtyps
| Flugleistungsklasse | Regelwerk          |
| ------------------- | ------------------ |
| Klasse A            | EASA CS-25         |
| Klasse B            | EASA CS-23         |
| Klasse C            | keine Neuzulassung |

### Zulassung eines Helikoptertyps
| Gewicht                | Passagiere | Regelwerk  |
| ---------------------- | ---------- | ---------- |
| bis 3175 kg (7000 lbs) | <10        | EASA CS-27 |
| bis 3175 kg (7000 lbs) | ≥10        | EASA CS-29 |
| ab 3175 kg (7000 lbs)  | <10        | EASA CS-29 |
| ab 3175 kg (7000 lbs)  | ≥10        | EASA CS-29 |

### Kommerzielle Flugdurchführung mit einem Flugzeugtyp
Die Einordnung der Klassen bei Flugzeugen geschieht anhand EU OPS Abschnitt F.
| Flugleistungsklasse | EU Regularium      |
| ------------------- | ------------------ |
| Klasse A            | EU OPS Abschnitt G |
| Klasse B            | EU OPS Abschnitt H |
| Klasse C            | EU OPS Abschnitt I |

In diesen Abschnitten steht, welche Sicherheitspuffer für Start- bzw. Landebahnlängen, und welche Steigleistungen auf kommerziellen Flügen nötig sind. Je nach Flugleistungsklasse unterscheiden sich die Schwerpunkte der Sicherheitsaufschläge.

## Hintergrund
Ziel der unterschiedlichen Flugleistungsklassen ist es, ein angemessenes Sicherheitsniveau zu erreichen, unter Rücksichtnahme auf die technischen Möglichkeiten der jeweiligen Performanceklasse. Üblicherweise werden Sicherheitsaufschläge ("Net Performance Factors") in den einzelnen Regularien so gewählt, dass es höchstens auf jedem millionsten Flug zu einer Abweichung von der Norm kommen kann.

## Beispiele
Ein kleines Flugzeug mit Kolbenmotor und Propeller (z. B. Diamond DA 40) soll zugelassen werden. Es hat vier Sitze und eine maximale Abflugmasse von 1150 kg. Laut obiger Tabelle gehört es also zur Flugleistungsklasse B. Damit findet man die Verfahren zur Zulassung bei EASA CS-23. Wenn mit diesem Flugzeug kommerzielle Flüge durchgeführt werden, hält sich der Pilot an EU OPS Abschnitt H.
Ein Passagierjet (z. B. Airbus A350) soll zugelassen werden. Allein wegen der Strahltriebwerke ist es der Klasse A zuzuordnen. Damit muss es die Erfordernisse nach EASA CS-25 erfüllen. Da solche Flugzeuge fast ausschließlich kommerziell betrieben werden, basieren die Betriebsverfahren für die Piloten auf EU OPS Abschnitt G.
Ein großes Flugzeug mit Kolbenmotor (etwa die Douglas DC-6) erhielte heutzutage keine Neuzulassung. Für die noch existierenden Flugzeuge müssen sich die Piloten an EU OPS Abschnitt I halten.